# San Daniele Po
San Daniele Po est une commune italienne de la province de Crémone, dans la région Lombardie.

## Administration
| Période                                  | Période | Identité | Étiquette | Qualité |
| ---------------------------------------- | ------- | -------- | --------- | ------- |
|                                          |         |          |           |         |
| Les données manquantes sont à compléter. |         |          |           |         |

### Hameaux
Isola, Isola Pescaroli, Sommo, Sommo con Porto

### Communes limitrophes
Cella Dati, Motta Baluffi, Pieve d'Olmi, Polesine Zibello, Roccabianca, Sospiro